# Nitschja (Lied)
Nitschja (russisch Ничья; deutsch: „Niemandes“) ist die erste Single des gleichnamigen russischen Gesangsduos Nitschja. Das Lied handelt laut Aussage Elena Kipers von der Abschiednahme von geliebten Menschen und dem Versuch, die Beziehung zu diesen nicht zerbrechen zu lassen und nicht zu beenden. Die Single erschien im September 2003 in Russland und erlangte über das Internet Bekanntheit. Es wurde als Download vertrieben. Im Mai 2004 wurde mit Pain to Choose die englischsprachige Version des Liedes über Sony Music in Japan veröffentlicht, die dort jedoch den Einstieg in die Charts verfehlte. Es erschien außerdem auf dem Debütalbum des Duos mit dem Titel NAWSJEGDA! (russisch НАВСЕГДА!; deutsch „Für immer!“).
Die Stimmen der beiden Sänger wurden für das Lied stark nachbearbeitet, sodass sie einen elektronischen Klang erhalten haben. Der schnelle Rhythmus wird unterbrochen durch von Kiper gesungene langsame Textpassagen.

## Musikvideo
Das Musikvideo zu Nitschja wurde auf der unvollendeten Wolgabrücke in Uljanowsk gedreht. Bis zum Erhalt einer Drehgenehmigung vergingen drei Monate, da die zuständigen Behörden erst prüfen mussten, ob es sich bei der Brücke um ein militärisch wichtiges, strategisches Ziel handele. Der Videodreh begann daher schon vor Erhalt der offiziellen Erlaubnis durch die Behörden, da Nitschja nicht so lange warten wollten. Das im Musikvideo auftauchende Auto musste aus Moskau hertransportiert werden, da die örtlichen Autovermietungen sich weigerten, ihre Wagen für den gefährlichen Videodreh – die Brücke hatte noch keine Geländer – zu vermieten. Das Video wurde von an Militärhubschraubern befestigten Kameras aus gefilmt. Dieses Verfahren war bereits beim Videodreh zu Nas ne dogonjat eingesetzt worden, einem Lied, bei dem Kiper als Liedtexterin fungiert hatte. Sie wusste daher um die eindrucksvolle Wirkung der Aufnahmen, die dieser kostspielige Videodreh hervorbringen würde.
Im Musikvideo zu Nitschja tauchen Elena Kiper und Oleg Borschewski auf, wie sie auf der genannten Wolgabrücke singen. Kiper sitzt dabei teilweise im Auto, auf das heftiger Regen einprasselt. In der zweiten Hälfte des Videos ist die halbfertige Brücke in Gänze sichtbar, während im Video selbst häufig nur die Gesichter der beiden Sänger in Großaufnahme sichtbar sind.